# Pharaphodius brocchus
Pharaphodius brocchus är en skalbaggsart som beskrevs av Bordat 1990. Pharaphodius brocchus ingår i släktet Pharaphodius och familjen Aphodiidae. Inga underarter finns listade i Catalogue of Life.